# Kashmar
Kashmar es una ciudad en la provincia de Jorasán Razaví, Irán. La población de esta ciudad es de 102282 (2016). Se constituyó como ciudad en 1969.

## Clima
Clasificación climática de Köppen de Köppen-Geiger clasifica su clima Clima semiárido (BSk).
| Parámetros climáticos promedio de Kashmar | Parámetros climáticos promedio de Kashmar | Parámetros climáticos promedio de Kashmar | Parámetros climáticos promedio de Kashmar | Parámetros climáticos promedio de Kashmar | Parámetros climáticos promedio de Kashmar | Parámetros climáticos promedio de Kashmar | Parámetros climáticos promedio de Kashmar | Parámetros climáticos promedio de Kashmar | Parámetros climáticos promedio de Kashmar | Parámetros climáticos promedio de Kashmar | Parámetros climáticos promedio de Kashmar | Parámetros climáticos promedio de Kashmar | Parámetros climáticos promedio de Kashmar |
| Mes                                       | Ene.                                      | Feb.                                      | Mar.                                      | Abr.                                      | May.                                      | Jun.                                      | Jul.                                      | Ago.                                      | Sep.                                      | Oct.                                      | Nov.                                      | Dic.                                      | Anual                                     |
| ----------------------------------------- | ----------------------------------------- | ----------------------------------------- | ----------------------------------------- | ----------------------------------------- | ----------------------------------------- | ----------------------------------------- | ----------------------------------------- | ----------------------------------------- | ----------------------------------------- | ----------------------------------------- | ----------------------------------------- | ----------------------------------------- | ----------------------------------------- |
| Temp. máx. media (°C)                     | 9.5                                       | 12.4                                      | 16.8                                      | 22.3                                      | 29.2                                      | 34                                        | 35.7                                      | 36.2                                      | 31.9                                      | 25.9                                      | 18.1                                      | 12                                        | 23.7                                      |
| Temp. media (°C)                          | 3.3                                       | 6.1                                       | 10.3                                      | 15.3                                      | 21.2                                      | 25.6                                      | 27.9                                      | 27.4                                      | 22.9                                      | 17                                        | 10.3                                      | 5.3                                       | 16.1                                      |
| Temp. mín. media (°C)                     | -2.9                                      | -0.1                                      | 3.9                                       | 8.4                                       | 13.3                                      | 17.3                                      | 20.2                                      | 18.6                                      | 13.9                                      | 8.2                                       | 2.6                                       | -1.4                                      | 8.5                                       |
| Precipitación total (mm)                  | 29                                        | 24                                        | 31                                        | 37                                        | 17                                        | 2                                         | 0                                         | 0                                         | 0                                         | 6                                         | 13                                        | 19                                        | 178                                       |
| Fuente: Climate-Data.org, altitude: 1057m |                                           |                                           |                                           |                                           |                                           |                                           |                                           |                                           |                                           |                                           |                                           |                                           |                                           |

## Sitios históricos, artefactos antiguos y turismo.
- Mezquita del Viernes de Kashmar
- Castillo de Atashgah

- Castillo de rig

## Operación militar
Incidente RQ-170 entre Irán y Estados Unidos